# ماكس مارتي
ماكس مارتي (بالإنجليزية: Max Marty)‏ هو رائد أعمال أمريكي، ولد في القرن العشرين.